# Juan Manuel Carreras
Juan Manuel Carreras López (Charcas, San Luis Potosí; 24 de abril de 1962) es un abogado y político mexicano, miembro del Partido Revolucionario Institucional. Fue gobernador de San Luis Potosí entre 2015 y 2021. 
De 2000 a 2003 fue diputado al Congreso de la Unión de México en la LVIII Legislatura. También fue Secretario de Educación de San Luis Potosí. En enero de 2015 fue elegido por el PRI para ser el candidato a gobernador del estado de San Luis Potosí. Después, él ganó las elecciones y tuvo el cargo de gobernador desde el 26 de septiembre de 2015 hasta el 25 de septiembre de 2021.